# Fernando Proce
Fernando Proce (Racale, 18 dicembre 1965) è un conduttore radiofonico, giornalista e cantante italiano.

## Biografia
A soli 10 anni conduce un programma per bambini in una radio locale, a 15 anni organizza e presenta spettacoli di cantanti emergenti. Dopo una breve esperienza nelle emittenti locali, approda a RTL 102.5, emittente radiofonica nazionale nel 1991, dove rimane fino al 2000, anno in cui si trasferisce a Radio 105, per poi rientrare a RTL.
È stato il conduttore del programma televisivo Sexy Boxy trasmesso dal canale privato Odeon TV per una sola edizione.
Fino alla fine del 2008 ha condotto La famiglia, programma in onda dal lunedì al venerdì dalle 9 alle 11 su RTL 102.5, in coppia con Jennifer Pressman. Tra il 2007 e il 2008 ha condotto un programma promozionale di giochi d'azzardo su una televisione satellitare, VIP.tv divenuta poi stravinci.it.
Nella puntata del 31 dicembre 2008 de "La famiglia" annuncia di lasciare RTL 102.5 e la conduzione del programma. Dal 2009 viene rimpiazzato da Fabrizio Ferrari, viene così a formarsi un trio inedito alla conduzione del programma mattutino di RTL 102.5: Fabrizio Ferrari, Jennifer Pressman e Silvia Annicchiarico.
Nella puntata del 9 aprile 2009 interviene a sorpresa allo Lo zoo di 105 e annuncia il suo definitivo addio a RTL 102.5 e il passaggio a Radio Monte Carlo.
Dopo aver passato il mese di maggio 2009 intervenendo nei vari programmi del palinsesto di Radio Monte Carlo, il 1º giugno 2009 dal Principato di Monaco inizia il nuovo programma "In tempo reale" condotto assieme a Max Venegoni.
L'11 marzo 2010 annunciò su Facebook l'intenzione di lasciare Radio Monte Carlo. 
Il 24 maggio lancia il brand Salentuosi, un progetto di comunicazione integrato che comprende il Magazine Salentuosi, Radio Salentuosi-La Radio Sale e, successivamente, Radio Movida Gallipoli. Il 17 luglio 2010, su un post su Facebook Proce annunciò il suo imminente rientro a RTL 102.5.
Il 27 luglio 2010 si aggiudica il Premio Kallistos, assegnato dall'Amministrazione comunale di Alliste (LE), nella categoria “Voci dal Salento”.
Dopo aver passato il mese di agosto 2010 in collegamento da Radio Salentuosi con RTL 102.5, il 30 agosto riprende a trasmettere dalle frequenze dell'ammiraglia con il programma "La famiglia giù al nord" assieme a Jennifer Pressman, Sara Ventura e in collegamento con Silvia Annicchiarico e Franco Neri. Rimarrà alla conduzione del programma fino al 15 dicembre 2018, giorno in cui sembra esserci nuovamente una rottura con RTL. Prendono il suo posto nella trasmissione Paolo Cavallone e Marco Falivelli. 
Ha partecipato al Festivalbar con il brano "Love is everything" e ha realizzato un album con il chitarrista Maurizio Solieri. Ha scritto un romanzo - "Niente di nuovo" - e, con Daniela Preite, ha pubblicato il libro “Anima & successo. Il segreto per risalire: giù al nord”.
Nella sua carriera ha conquistato un Telegatto speciale come più bella voce della radiofonia italiana e un Dance Award come migliore dj animatore italiano. Il 21 settembre 2013 riceve il premio "Cuffie d'Oro" nella categoria "Voce Energy T.I. Lui"; il 4 settembre 2014 riceve il premio "Cuffie d'Oro" nella categoria "Celebrity of the Year - Memorial Lelio Luttazzi"; il 3 dicembre 2016 riceve il premio "Cuffie d'oro" per il miglior Morning Show, "La Famiglia giù al Nord".
Dal 2013 è direttore artistico della kermesse Premio Terre del Negroamaro a Guagnano (LE) dove consegna ogni anno il premio Speciale "La Radio sale" a vari artisti tra cui Gigi D'Alessio, Apres La Classe ed altri.
L'estate 2018 ha collaborato con Cristiano Malgioglio nella sua nuova canzone "Danzando Danzando", uno dei tormentoni dell'estate, ed è presente anche nel videoclip girato nella regione dove è nato, la Puglia.
Nel dicembre 2018 lascia nuovamente RTL 102.5. Dal 2 settembre 2019 conduce con Regina e Sabrina Bambi il programma Procediamo su R101 e in radiovisione su R101 TV dalle 09:00 alle 12:00. Dal 2019 al 2021 è stato giudice del talent show targato Mediaset, All Together Now, capitanando il muro dei 100.
Nel 2020 esce il singolo BUMBUM cantato da Fernando Proce, prodotto da Zama e con Maurizio Solieri alla chitarra. Il 31 maggio 2022 è premiato come Top Communicator of the year.

## Discografia
- 1989 “In the middle” - etichetta New Music
- 1991 “Senza tregua” - etichetta Disco Magic
- 1992 “Shake your love” - etichetta Disco Magic
- 1994 “Jump”- etichetta Disco Magic
- 1995 “Love is everthing” - etichetta Sony Music
- 1996 “Turn it up” - etichetta Sony
- 1997 “Without words” - etichetta Bianco&Nero
- 1998 “Radio Show” con Maurizio Solieri - etichetta Baraonda
- 2000 “Una Parola” - etichetta Bianco&Nero
- 2000 “Ci sto” - etichetta Procediamo
- 2006 “Summer Rewind 90” - etichetta Nikto
- 2013 “Club Privee” – etichetta G Records
- 2017 “90s Original Party” - etichetta Time
- 2018 "Danzando Danzando" con Cristiano Malgioglio

## Doppiaggio
- Luigi in PAPmusic - Animation for Fashion

## Fonti
- rtl.it (archiviato dall'url originale il 12 gennaio 2008).